# Pingalla midgleyi
Midgley's grunter (Pingalla midgleyi) là một loài cá thuộc họ Terapontidae. Nó là loài đặc hữu của Úc.